# Will Grigg
William Donald 'Will' Grigg (Solihull, 3 juli 1991) is een Noord-Iers voetballer die doorgaans speelt als spits. In juli 2023 verruilde hij MK Dons voor Chesterfield. Grigg maakte in 2012 zijn debuut in het Noord-Iers voetbalelftal.

## Clubcarrière
Grigg begon zijn carrière als voetballer in de jeugd van Birmingham City, waar hij vanaf zijn zevende levensjaar in de opleiding speelde. Op zijn vijftiende brak de aanvaller zijn been en hij stond daardoor twaalf maanden langs de kant. In 2007 verliet hij Birmingham City, waarna hij een jaar actief was voor Stratford Town.
Na een jaar daar kon Grigg een contract tekenen bij West Bromwich Albion, maar dat aanbod sloeg hij af en in plaats daarvan verkaste hij naar Walsall. Op 20 december 2008 debuteerde de Noord-Ier in de League One, toen op bezoek bij Cheltenham Town met 0–0 gelijkgespeeld werd. In de blessuretijd was hij de enige wissel van Walsall. Bij dit optreden bleef het in het seizoen 2008/09 en in de jaargang erna kwam de aanvaller zelfs niet eens in actie. In het seizoen 2010/11 werd hij meer een vaste waarde; uiteindelijk zou hij dat seizoen tot achtentwintig optredens komen, met daarin vier doelpunten. Zijn eerste doelpunt van de vier, ook zijn eerste professionele doelpunt, maakte Grigg op 11 januari 2011, tijdens een gelijkspel op bezoek bij Bristol Rovers (2–2). Na vijf minuten opende de Noord-Ier de score in deze wedstrijd. Het seizoen erna scoorde hij opnieuw viermaal, maar in de jaargang 2012/13 was het flink raak voor de spits: na eenenveertig wedstrijden had Grigg negentien doelpunten achter zijn naam staan. Hierdoor kwam interesse op gang van onder meer Derby County, Aston Villa, Southampton en Norwich City. Aan het einde van het seizoen besloot Grigg geen nieuw contract te tekenen bij Walsall en hij vertrok transfervrij bij de club.
Nadat hij geen contract meer had bij Walsall, tekende hij voor competitiegenoot Brentford, waar hij een driejarige verbintenis kreeg. Zijn debuut maakte hij op de eerste speeldag, tijdens een 1–1 gelijkspel op bezoek bij Port Vale. Grigg mocht van coach Uwe Rösler direct in de basis beginnen en hij speelde het gehele duel mee. Tijdens zijn tweede wedstrijd voor Brentford, tekende hij voor zijn eerste en tweede doelpunt in dienst van zijn nieuwe club. Tegen Sheffield United scoorde hij tweemaal bij een stand van 1–1 en hij besliste daarmee de eindstand op 3–1. Een blessure, zijn internationale verplichtingen en een vermindering aan vertrouwen van Rösler zorgden ervoor dat Grigg een mindere vorm had, wat hij zelf ook toegaf. Tien wedstrijden op rij wist de Noord-Ier niet te scoren en uiteindelijk scoorde hij slechts vijfmaal dit seizoen. Brentford promoveerde naar het Championship, maar Grigg promoveerde niet mee.
Grigg bleef actief in de League One, want op juli 2014 werd hij voor de duur van één seizoen op huurbasis bij MK Dons gestald. Tijdens zijn debuut wist de aanvaller direct tot scoren te komen. In de thuiswedstrijd tegen Gillingham scoorde hij in de achtenzestigste minuut de 2–2, waarna MK Dons nog uitliep naar de 4–2. Drie wedstrijden op rij wist hij geen doelpunten te maken, maar daarna was hij tweemaal trefzeker in de verrassende overwinning tegen Manchester United in de League Cup. Hij maakte de eerste twee doelpunten en na twee goals van Benik Afobe eindigde het bekerduel in 4–0. Hij eindigde zijn seizoen bij MK Dons met twintig treffers in vierenveertig wedstrijden. Zijn club promoveerde, net als Brentford een jaar eerder, naar het Champiobnship, maar voor het tweede jaar op rij promoveerde hij zelf niet mee.
Op 14 juli 2015 ondertekende Grigg een contract bij Wigan Athletic dat het seizoen ervoor gedegradeerd was naar de League One. De aanvaller ondertekende een driejarige verbintenis. Zijn eerste competitiedoelpunt viel op 19 augustus, toen met 3–0 gewonnen werd van Scunthorpe United. Na drie minuten opende de Noord-Ier de score, toen hij vanaf de strafschopstip voor de 1–0 zorgde. Op 30 januari 2016 won Wigan met 3–0 van Port Vale. In de zevende, eenenveertigste en negenenzestigste minuut scoorde Grigg. Dit was zijn eerste hattrick voor Wigan. Aan het einde van het seizoen 2015/16 had Grigg vijfentwintig competitietreffers op zijn naam staan, waarmee hij zich tot topscorer van de League One kroonde. Tevens werd Wigan Athletic kampioen, waardoor promotie naar het Championship behaald werd. Op dit niveau scoorde hij vijfmaal in één seizoen en Wigan degradeerde direct weer. Terug in de League One werd het een herhaling van twee seizoenen ervoor. Wigan werd opnieuw kampioen en Grigg maakte weer meer doelpunten, negentien stuks. In januari 2019 verkaste de Noord-Ier voor circa 3,4 miljoen euro naar Sunderland, waar hij zijn handtekening zette onder een verbintenis voor de duur van drieënhalf jaar. Door Sunderland werd Grigg in februari 2021 voor een half seizoen verhuurd aan MK Dons. Een halfjaar later nam Rotherham United hem tijdelijk over. In de zomer van 2022 vertrok Grigg transfervrij bij Sunderland, om bij MK Dons te tekenen. Een jaar later nam Chesterfield hem over.

## Clubstatistieken
| Seizoen | Club               | Competitie      | Competitie | Competitie | Beker | Beker | Internationaal | Internationaal | Totaal | Totaal |
| Seizoen | Club               | Competitie      | Wed.       | Dlp.       | Wed.  | Dlp.  | Wed.           | Dlp.           | Wed.   | Dlp.   |
| ------- | ------------------ | --------------- | ---------- | ---------- | ----- | ----- | -------------- | -------------- | ------ | ------ |
| 2008/09 | Walsall            | League One      | 1          | 0          | 0     | 0     | —              | —              | 1      | 0      |
| 2009/10 | Walsall            | League One      | 0          | 0          | 0     | 0     | —              | —              | 0      | 0      |
| 2010/11 | Walsall            | League One      | 28         | 4          | 2     | 0     | —              | —              | 30     | 4      |
| 2011/12 | Walsall            | League One      | 29         | 4          | 4     | 0     | —              | —              | 33     | 4      |
| 2012/13 | Walsall            | League One      | 41         | 19         | 4     | 1     | —              | —              | 45     | 20     |
| 2013/14 | Brentford          | League One      | 34         | 5          | 2     | 0     | —              | —              | 36     | 5      |
| 2014/15 | → MK Dons          | League One      | 44         | 20         | 6     | 2     | —              | —              | 50     | 22     |
| 2015/16 | Wigan Athletic     | League One      | 40         | 25         | 3     | 3     | —              | —              | 43     | 28     |
| 2016/17 | Wigan Athletic     | Championship    | 33         | 5          | 3     | 2     | —              | —              | 36     | 7      |
| 2017/18 | Wigan Athletic     | League One      | 43         | 19         | 10    | 7     | —              | —              | 53     | 26     |
| 2018/19 | Wigan Athletic     | Championship    | 17         | 4          | 1     | 0     | —              | —              | 18     | 4      |
| 2018/19 | Sunderland         | League One      | 20         | 4          | 2     | 1     | —              | —              | 22     | 5      |
| 2019/20 | Sunderland         | League One      | 20         | 1          | 7     | 2     | —              | —              | 27     | 3      |
| 2020/21 | Sunderland         | League One      | 9          | 0          | 3     | 0     | —              | —              | 12     | 0      |
| 2020/21 | → MK Dons          | League One      | 20         | 8          | 1     | 0     | —              | —              | 21     | 8      |
| 2021/22 | → Rotherham United | League One      | 19         | 2          | 9     | 4     | —              | —              | 28     | 6      |
| 2022/23 | MK Dons            | League One      | 42         | 5          | 6     | 2     | —              | —              | 48     | 7      |
| 2023/24 | Chesterfield       | National League | 38         | 24         | 4     | 1     | —              | —              | 42     | 25     |
| 2024/25 | Chesterfield       | League Two      | 32         | 12         | 9     | 3     | —              | —              | 41     | 15     |
| Totaal  | Totaal             | Totaal          | 510        | 161        | 76    | 28    | 0              | 0              | 586    | 189    |

Bijgewerkt op 27 mei 2025.

## Interlandcarrière
Grigg maakte zijn debuut in het Noord-Iers voetbalelftal, toen dat team op 2 juni 2012 in een oefenduel met 6–0 van Nederland verloor. Robin van Persie en Ibrahim Afellay scoorden tweemaal en ook Wesley Sneijder en Ron Vlaar kwamen op het scorebord. Grigg mocht van bondscoach Martin O'Neill in de basis starten en hij speelde het gehele duel mee. De andere debutanten deze wedstrijd waren James McPake (Hibernian) en Daniel Lafferty (Burnley). Grigg werd de zomer van 2016 door O'Neill opgenomen in de Noord-Ierse selectie voor het EK in Frankrijk, de eerste deelname van het land aan een EK. Hij kwam tijdens het toernooi niet in actie. Noord-Ierland werd in de achtste finale uitgeschakeld door Wales (0–1), dat won door een eigen doelpunt van de Noord-Ierse verdediger Gareth McAuley.
| Interlands van Will Grigg voor Noord-Ierland | Interlands van Will Grigg voor Noord-Ierland | Interlands van Will Grigg voor Noord-Ierland | Interlands van Will Grigg voor Noord-Ierland | Interlands van Will Grigg voor Noord-Ierland | Interlands van Will Grigg voor Noord-Ierland |
| №                                            | Datum                                        | Wedstrijd                                    | Uitslag                                      | Competitie                                   | Goals                                        |
| Als speler bij Walsall                       | Als speler bij Walsall                       | Als speler bij Walsall                       | Als speler bij Walsall                       | Als speler bij Walsall                       | Als speler bij Walsall                       |
| -------------------------------------------- | -------------------------------------------- | -------------------------------------------- | -------------------------------------------- | -------------------------------------------- | -------------------------------------------- |
| 1                                            | 2 juni 2012                                  | Nederland – Noord-Ierland                    | 6 – 0                                        | Vriendschappelijk                            |                                              |
| 2                                            | 6 februari 2013                              | Malta – Noord-Ierland                        | 0 – 0                                        | Vriendschappelijk                            |                                              |
| Als speler bij Brentford                     |                                              |                                              |                                              |                                              |                                              |
| 3                                            | 14 augustus 2013                             | Noord-Ierland – Rusland                      | 1 – 0                                        | WK 2014 kwalificatie                         |                                              |
| 4                                            | 10 september 2013                            | Luxemburg – Noord-Ierland                    | 3 – 2                                        | WK 2014 kwalificatie                         |                                              |
| 5                                            | 11 oktober 2013                              | Azerbeidzjan – Noord-Ierland                 | 2 – 0                                        | WK 2014 kwalificatie                         |                                              |
| Als speler bij MK Dons                       |                                              |                                              |                                              |                                              |                                              |
| 6                                            | 25 maart 2015                                | Schotland – Noord-Ierland                    | 1 – 0                                        | Vriendschappelijk                            |                                              |
| 7                                            | 31 mei 2015                                  | Noord-Ierland – Qatar                        | 1 – 1                                        | Vriendschappelijk                            |                                              |
| Als speler bij Wigan Athletic                |                                              |                                              |                                              |                                              |                                              |
| 8                                            | 27 mei 2016                                  | Noord-Ierland – Wit-Rusland                  | 3 – 0                                        | Vriendschappelijk                            | 88'                                          |
| 9                                            | 11 november 2016                             | Noord-Ierland – Azerbeidzjan                 | 4 – 0                                        | WK 2018 kwalificatie                         |                                              |
| 10                                           | 15 november 2016                             | Noord-Ierland – Kroatië                      | 0 – 3                                        | Vriendschappelijk                            |                                              |
| 11                                           | 8 september 2018                             | Noord-Ierland – Bosnië en Herzegovina        | 1 – 2                                        | Nations League 2018/19                       | 90+3'                                        |
| 12                                           | 11 september 2018                            | Noord-Ierland – Israël                       | 3 – 0                                        | Vriendschappelijk                            |                                              |
| 13                                           | 12 oktober 2018                              | Oostenrijk – Noord-Ierland                   | 1 – 0                                        | Nations League 2018/19                       |                                              |

Bijgewerkt op 27 mei 2025.

## Erelijst
| Competitie           |                |                  |                |                |
| Competitie           | Aantal         | Jaren            |                |                |
| Wigan Athletic       | Wigan Athletic | Wigan Athletic   | Wigan Athletic | Wigan Athletic |
| -------------------- | -------------- | ---------------- | -------------- | -------------- |
| League One           | 2              | 2015/16, 2017/18 |                |                |
| Individueel          |                |                  |                |                |
| Topscorer League One | 1              | 2015/16          |                |                |

## "Will Grigg's on Fire"
In mei 2016 plaatste Sean Kennedy, supporter van Wigan Athletic, een video online met de titel Will Grigg's on Fire. In deze video zong hij een gelijknamig nummer, met de tekst van een supporterslied op de muziek van het nummer Girl on Fire van Alicia Keys en 'Freed from Desire' van Gala Rizzatto. De video werd erg populair en vooral het tweede nummer werd ook door velen gezongen. Kennedy kreeg van Wigan-voorzitter David Sharpe een gratis seizoenkaart voor het seizoen 2016/17. Ook tijdens het EK 2016 brachten supporters van diverse landen het nummer meermaals ten gehore.